# 아크라
아크라(Accra)는 가나의 수도이자 약 227만 명의 인구를 가진 가나 최대의 도시이다. 도시 자체도 아크라 메트로폴리스 특구에 속해 있으며, 그 면적은 약 139km2이다. 아크라의 관광지 중에 가나 국립 박물관이 있다. 코토카 국제공항이 있다. 한국과의 시간차이는 한국이 9시간 앞선다.

## 역사
아크라는 1600년대 후반 가 민족 (영어:Ga people) 에 의해 만들어졌다. 단어 아크라는 아칸어로 "개미"를 뜻하는 단어 응크란으로부터 기인했다. 아크라는 마을에 교역시장을 만들었던, 포르투갈 사람들과 무역을 하는 중심지로 여겨졌고, 17세기 말까지 스웨덴, 네덜란드, 영국, 덴마크 사람들이 뒤따라왔다.
1877년 두 번째 영국-아샨티족 전쟁 (영어:Anglo-Asante War) 끝에, 아크라는 영국령 골드 코스트 식민지의 수도로서 케이프 코스트를 대신했다. 광산을 위한 철로의 완성 뒤에, 아크라는 가나의 경제 중심이 되었다.1862년과 1939년에 넓은 지역이 지진에 의해 파괴되었지만, 도시는 항구를 둘러싸고 성장했고 이웃하는 마을로 확장하였다.
1948년 아크라 폭동은 독립을 위한 가나의 캠페인을 착수시켰고, 1957년 영국으로부터 가나의 독립과 독립국가의 지위를 이끌었다.
오늘날, 아크라는 높은 삶의 질을 갖춘,아프리카 대륙안에서 가장 풍부하고 현대적인 도시들 중 하나이다.

## 경제
많은 다른 아프리카의 수도와 마찬가지로 아크라는 최신식의 가게, 집, 사무실, 정부 건물을 갖춘 섹션은 더 오래된 섹션과 심하게 대조된다. 비누, 신발, 가구, 맥주, 벽돌과 금속 용기같은 소비물품과 가벼운 산업제품이 제조된다. 아크라는 가나의 산업과 상업의 중심지이다.
코코아 적출항 시설이 발달해 있지만, 아크라의 항구는 부두시설이 부족하며 짐을 싣고 내리는 배로 서프보트와 거룻배를 사용한다. 그래서,배의 대부분은 1962년에 개항한 테마 (영어:Tema) 항을 통해서 선적한다.

## 지리
아크라는 대략 적도로부터 640km 북쪽에 위치하며 가까이에 주요한 자오선 (0º 경도)가 있다.

## 관광
아크라는 가나 국립 박물관, 가나 예술 과학 아카데미, 국립 가나 기록 보관소, 가나의 중앙 도서관에 터전이다. 가나의 대통령이 거주하는 크리스챤보그 혹은 오수 캐스틀, 문화 중심인 국립극장, 등대, 오헨 드잔 경기장, 아크라 국제 회의 센터, 몇몇 해변이 있다.
아크라에서 관광객에게 가장 인기있는 곳은 오수이다. 아트센터와 리버레이션 스퀘어에 가깝다. 옥스포드 거리라고 하는, 칸토멘츠 도로(영어:Cantoments Road) 주변은 호텔이 많으며 다양한 종류의 식당들이 있다. 버거와 피자 같은 페스트 푸드를 이용할 수 있다. 중국,레바논,프랑스등 이와 같은 국제적인 요리 또한 이용가능하다.
또한, 오수는 많은 외국 대사관들이 있다.
콰메 은크루마 기념공원이 아크라 시내에 위치한다.

## 대중매체
- Accra Daily News
- The Chronicle
- Distric News

## 기후
| 아크라 (코토카 국제공항)의 기후                                    | 아크라 (코토카 국제공항)의 기후 | 아크라 (코토카 국제공항)의 기후 | 아크라 (코토카 국제공항)의 기후 | 아크라 (코토카 국제공항)의 기후 | 아크라 (코토카 국제공항)의 기후 | 아크라 (코토카 국제공항)의 기후 | 아크라 (코토카 국제공항)의 기후 | 아크라 (코토카 국제공항)의 기후 | 아크라 (코토카 국제공항)의 기후 | 아크라 (코토카 국제공항)의 기후 | 아크라 (코토카 국제공항)의 기후 | 아크라 (코토카 국제공항)의 기후 | 아크라 (코토카 국제공항)의 기후 |
| 월                                                                 | 1월                             | 2월                             | 3월                             | 4월                             | 5월                             | 6월                             | 7월                             | 8월                             | 9월                             | 10월                            | 11월                            | 12월                            | 연간                            |
| ------------------------------------------------------------------ | ------------------------------- | ------------------------------- | ------------------------------- | ------------------------------- | ------------------------------- | ------------------------------- | ------------------------------- | ------------------------------- | ------------------------------- | ------------------------------- | ------------------------------- | ------------------------------- | ------------------------------- |
| 역대 최고 기온 °C (°F)                                             | 36.6 (97.9)                     | 38.0 (100.4)                    | 36.5 (97.7)                     | 38.7 (101.7)                    | 35.0 (95.0)                     | 33.5 (92.3)                     | 32.3 (90.1)                     | 32.8 (91.0)                     | 33.9 (93.0)                     | 34.5 (94.1)                     | 38.0 (100.4)                    | 37.5 (99.5)                     | 38.7 (101.7)                    |
| 일평균 최고 기온 °C (°F)                                           | 32.6 (90.7)                     | 33.0 (91.4)                     | 33.0 (91.4)                     | 32.7 (90.9)                     | 31.8 (89.2)                     | 29.8 (85.6)                     | 28.6 (83.5)                     | 28.4 (83.1)                     | 29.6 (85.3)                     | 31.1 (88.0)                     | 32.1 (89.8)                     | 32.4 (90.3)                     | 31.3 (88.3)                     |
| 일일 평균 기온 °C (°F)                                             | 28.5 (83.3)                     | 29.2 (84.6)                     | 29.2 (84.6)                     | 29.0 (84.2)                     | 28.3 (82.9)                     | 26.8 (80.2)                     | 25.9 (78.6)                     | 25.6 (78.1)                     | 26.5 (79.7)                     | 27.5 (81.5)                     | 28.3 (82.9)                     | 28.6 (83.5)                     | 27.8 (82.0)                     |
| 일평균 최저 기온 °C (°F)                                           | 24.5 (76.1)                     | 25.4 (77.7)                     | 25.4 (77.7)                     | 25.3 (77.5)                     | 24.7 (76.5)                     | 23.8 (74.8)                     | 23.3 (73.9)                     | 22.9 (73.2)                     | 23.4 (74.1)                     | 23.8 (74.8)                     | 24.6 (76.3)                     | 24.7 (76.5)                     | 24.3 (75.7)                     |
| 역대 최저 기온 °C (°F)                                             | 15.0 (59.0)                     | 16.7 (62.1)                     | 18.9 (66.0)                     | 19.4 (66.9)                     | 18.6 (65.5)                     | 17.8 (64.0)                     | 17.8 (64.0)                     | 17.2 (63.0)                     | 18.3 (64.9)                     | 19.4 (66.9)                     | 17.8 (64.0)                     | 16.7 (62.1)                     | 15.0 (59.0)                     |
| 평균 강수량 mm (인치)                                              | 11.8 (0.46)                     | 25.5 (1.00)                     | 61.1 (2.41)                     | 87.8 (3.46)                     | 151.4 (5.96)                    | 189.6 (7.46)                    | 63.0 (2.48)                     | 21.0 (0.83)                     | 42.9 (1.69)                     | 80.0 (3.15)                     | 37.2 (1.46)                     | 27.2 (1.07)                     | 798.5 (31.44)                   |
| 평균 강수일수 (≥ 1.0 mm)                                           | 0.8                             | 1.6                             | 4.1                             | 4.7                             | 8.3                             | 10.2                            | 5.4                             | 3.6                             | 5.4                             | 5.7                             | 2.8                             | 1.5                             | 54.1                            |
| 평균 상대 습도 (%)                                                 | 77                              | 78                              | 79                              | 80                              | 81                              | 85                              | 84                              | 83                              | 81                              | 82                              | 80                              | 80                              | 81                              |
| 평균 월간 일조시간                                                 | 185.9                           | 189.7                           | 211.9                           | 221.2                           | 219.4                           | 157.9                           | 150.8                           | 146.8                           | 173.0                           | 237.6                           | 244.9                           | 222.7                           | 2,361.8                         |
| 출처 1: 미국 해양대기청 (평년값: 1991년~2020년, 극값: 1991년~현재) |                                 |                                 |                                 |                                 |                                 |                                 |                                 |                                 |                                 |                                 |                                 |                                 |                                 |
| 출처 2: 독일 기상청 (극값: 1936년~1990년, 상대습도: 1952년~1967년) |                                 |                                 |                                 |                                 |                                 |                                 |                                 |                                 |                                 |                                 |                                 |                                 |                                 |

## 교육 시설
- 아키모타 중등학교(Achimota Secondary School)
- 아크라 미국국제학교(American International School of Accra)
- 아크라 갤럭시 국제학교(Galaxy International School, Accra)
- 가나-인도 코피 아난 ICT 우수 센터(Ghana-India Kofi Annan Centre of Excellence in ICT)
- 링컨 커뮤니티 학교(Lincoln Community School)
- 가나 감리교 대학교(Methodist University College Ghana)
- 소년 장로회(Presbyterian Boys' Secondary)

## 운송
철도
아크라는 테마, 타코라디, 쿠마시에 선로로 연결되어있다.
도로교통
SUV, 일반 자동차, 미터기있는 택시와 합승하는 공유택시, 트로 트로스 (영어:tro tros, 미니버스)가 주를 이룬다.
항공
코토카 국제공항이 있으며 국내선으로 가나의 많은 도시를 비행한다.

## 참고
1. ↑  “Citypopulation.de”. Thomas Brinkhoff. 2016년 12월 20일에 원본 문서에서 보존된 문서. 2017년 4월 25일에 확인함.
2. ↑  “Our Background – AMA”. 2018년 1월 10일에 원본 문서에서 보존된 문서. 2018년 1월 20일에 확인함.
3. ↑  아크라의 경제 언급 보관됨 2008-06-19 - 웨이백 머신Geography of Accra
4. ↑  “"Accra travel guide"”. 2008년 10월 25일에 원본 문서에서 보존된 문서. 2008년 10월 27일에 확인함.
5. ↑  “Accra Climate Normals 1991–2020”. 《World Meteorological Organization Climatological Standard Normals (1991–2020)》. 미국 해양대기청. 2023년 9월 28일에 원본 문서에서 보존된 문서. 2023년 9월 28일에 확인함.
6. ↑  “Klimatafel von Accra (Int. Flugh.) / Ghana” (PDF). 《Baseline climate means (1961–1990) from stations all over the world》 (독일어). 독일 기상청. 2019년 5월 16일에 원본 문서 (PDF)에서 보존된 문서. 2016년 10월 17일에 확인함.

## 자매결연 도시
- 미국 일리노이주, 시카고
- 미국 워싱턴 D.C.